# Anoctus myrmecophilus
Anoctus myrmecophilus är en skalbaggsart som beskrevs av Gilbert John Arrow 1907. Anoctus myrmecophilus ingår i släktet Anoctus och familjen bladhorningar. Inga underarter finns listade i Catalogue of Life.